# La Mère (Gorki)
Pour les articles homonymes, voir La Mère.
 (juin 2014).
Si vous disposez d'ouvrages ou d'articles de référence ou si vous connaissez des sites web de qualité traitant du thème abordé ici, merci de compléter l'article en donnant les références utiles à sa vérifiabilité et en les liant à la section « Notes et références ».
La Mère est un roman de l'écrivain russe Maxime Gorki publié en 1907.

## Résumé
Le roman décrit l'évolution intellectuelle d'une mère de famille ouvrière dans un faubourg industriel de la Russie pré-révolutionnaire, dont le fils Pavel (ou Paul) Vlassov est militant socialiste. D'abord, effrayée par les dangereuses idées de son fils, qu'elle ne comprend pas, elle tombe ensuite sous le charme des camarades de Pavel, pleins de fougue, d'idéal et d'amour pour l'humanité. Petit à petit s'éveille en elle la conscience de l'injustice vécue par les travailleurs dans la société tsariste. Lorsque Pavel est arrêté une première fois, la mère prend sur elle de continuer la diffusion clandestine de tracts au personnel de l'usine où travaille Pavel, afin de sauver son fils de prison.
Plus tard, lorsque Pavel est arrêté de nouveau pour avoir organisé une manifestation du 1er mai dans son faubourg, drapeau rouge en tête, la mère se voit contrainte de quitter son domicile pour la ville, et doit partager pour de bon le quotidien des révolutionnaires socialistes. Elle réapprend à lire, participe à la distribution du journal, à des bagarres avec la police, et voyage pour faire passer de la littérature interdite à la campagne, chez les paysans, auprès de qui elle sera bien accueillie pour la simplicité de ses manières qui tranche avec celle d'autres révolutionnaires issus de familles bourgeoises. La mère devient progressivement une véritable militante socialiste. Le récit prend fin brutalement, avec son arrestation, ce qui la consacre ainsi une révolutionnaire accomplie.

## Thème
Le roman décrit la vie quotidienne, l'organisation, les divers débats qui pouvaient avoir lieu au sein d'une section du Parti ouvrier socialiste-démocrate de Russie, mais aussi la nature des relations entre camarades. Même s'il n'y a pas deux militants identiques en termes de personnalité, les révolutionnaires paraissent relativement idéalisés. Certains archétypes sont également présentés : le camarade impatient qui souhaite plus d'action et moins de discours, ou la camarade, issue d'une famille bourgeoise et honteuse de son passé, qui cherche à adopter un comportement plus prolétaire.
Le récit décrit l'évolution psychologique, philosophique et politique de la mère, au contact de son fils et de ses camarades révolutionnaires. Alors qu'elle est au départ une femme sans éducation et sans personnalité, qui vit surtout dans la crainte d'être battue par son mari et qui prie ses icônes matin et soir, elle prend de l'assurance et confiance en elle-même et en l'humanité. Elle découvre en elle-même des ressources insoupçonnées – bref, elle s'humanise –, grâce aux discussions politiques et à la pratique révolutionnaire, jusqu'à s'identifier pleinement avec l'organisation et ses autres camarades. Gorki cherche sans doute à illustrer ainsi comment chacun peut, à travers la pratique et l'agitation révolutionnaires, acquérir une conscience socialiste, comment chaque individu, aussi médiocre semble-t-il au départ, recèle en soi un héros. Vision humaniste et positive de l'être humain, le roman de Gorki propose d'observer le passage de l'état de prolétaire impuissant, prostré et soumis à celui d'un être d'un genre nouveau, supérieur : le socialiste révolutionnaire.
Tour de force majeur du roman : il ne relate absolument aucun débat politique ! Le terme « socialiste » en soi n'est mentionné qu'en de rares occasions et laisse même planer un doute quant à l'affiliation politique des héros : il semble évident, vu les réticences initiales de plusieurs personnages à aller agiter les paysans, qu'ils fassent partie du POSDR, mais il n'est pas précisé à laquelle de ses factions ils appartiennent. Il se pourrait même qu'ils soient narodniks ou socialistes-révolutionnaires (SR).
Le récit est pourtant saturé de débats idéologiques. Or ces débats ne portent pas sur le moindre détail politique. Ce qui est en fait constamment débattu tout au long du livre, c'est le rôle et l'idéal du révolutionnaire, les raisons de sa révolte, son attitude et ses actions face aux forces de l'ordre, au fatalisme des travailleurs non-révolutionnaires, aux jaunes et aux mouchards, aux paysans illettrés. Il est plutôt question de la manière dont le révolutionnaire doit se tenir, de sa manière d'être s'il veut vivre conformément à ses idéaux. Gorki évoque le sacrifice, la lutte contre l'injustice, contre les inégalités, et la foi en un monde nouveau et en l'humanité. Tous ces débats, toutes ces questions, touchent en fait à des réalités politiques que le roman se contente d'effleurer.
Avec ce roman, Gorki écrit un plaidoyer en faveur du socialisme révolutionnaire, capable de toucher les gens, de les convaincre de la justesse du programme socialiste, non pas par la raison et la logique de la théorie marxiste, mais par la force des sentiments et des valeurs.

## Adaptations

### Cinéma
- 1920 : La Mère (Mat), film soviétique réalisé par Alexandre Razoumny
- 1926 : La Mère, film soviétique réalisé par Vsevolod Poudovkine
- 1955 : La Mère (Мать, Mat), film soviétique réalisé par Marc Donskoï
- 1990 : La Mère, film italo-soviétique réalisé par Gleb Panfilov

### Théâtre
- 1931 : La Mère, ou Vie de la révolutionnaire Pélagie Vlassova de Tver, pièce de théâtre de Bertolt Brecht d'après Gorki.

## Traduction française
- Maxime Gorki (trad. Guy Verret, préf. Jean Pérus), Œuvres, Paris, Gallimard, coll. « Bibliothèque de la Pléiade », 2005 (1re éd. 2005), 1737 p. (ISBN 978-2-07-011324-8), « La Mère »
- GORKI, Maxime – La Mère / enregistrement audio [consulté le 7/08/2016] sur Litterature audio.com de Gorki, Maxime. La mère / traduit par Serge Persky (1870-1938) sur Wikisource [consulté le 07/08/2016]
- Bilingue russe-français (avec lecture audio en VO intégrée), trad. par Serge Persky, L'Accolade Éditions, Venterol, 2015, 766 p.  (ISBN 979-10-95428-12-1).